# Ataenius gutierrezi
Ataenius gutierrezi är en skalbaggsart som beskrevs av Renaud Maurice Adrien Paulian 1991. Ataenius gutierrezi ingår i släktet Ataenius och familjen Aphodiidae. Inga underarter finns listade.